# Barranc del Diable
El Barranc del Diable (rus: Чёртов овраг, Txórtov Ovrag) és un jaciment arqueològic de l'illa de Wrangel, pertanyent a l'okrug autònom de Txukotka, a l'Àrtida russa.
El 1975 es trobaren vestigis d'ocupació humana en aquest lloc, la localitat més occidental de la cultura paleoesquimal. No és clar que s'hi cacessin grans mamífers terrestres, però sí mamífers marins.
S'hi trobaren diverses eines de pedra i d'ivori, inclòs un arpó per a la caça de mamífers marins. L'aparició de la caça de mamífers marins fou una innovació molt significativa per a les cultures àrtiques, i se suposa que s'inicià en els dos últims mil·lennis abans de Crist. Aquest jaciment ha contribuït al coneixement del desenvolupament de la cultura àrtica.